# Smash Hits (musikalbum)
Smash Hits är ett samlingsalbum av The Jimi Hendrix Experience som gavs ut i april 1968 i Storbritannien och i juli 1969 USA. Den version som gavs ut i Storbritannien innehöll singlar med b-sidor, låtar från debutalbumet Are You Experienced? (1967) samt låten "Burning of the Midnight Lamp" från albumet Electric Ladyland (1968) som vid denna tidpunkten ännu inte blivit utgivet, utan inspelningarna pågick fortfarande.
När USA-versionen av skivan gavs ut hade Electric Ladyland hunnit ges ut och låtlistan ändrades något. Albumet innehåller till exempel också en annan tagning av "Red House" än originalversionen som återfinns på Are You Experienced?. Gruppens andra album Axis: Bold as Love (1967) finns inte representerat på någon av versionerna.

## Låtlista
Alla låtar skrivna av Jimi Hendrix där inget annat anges.

### Brittiska versionen
1. "Purple Haze" - 2:52
2. "Fire" - 2:45
3. "The Wind Cries Mary" - 3:20
4. "Can You See Me" - 2:33
5. "51st Anniversary" - 3:16
6. "Hey Joe" (Billy Roberts) - 3:30
7. "Stone Free" - 3:36
8. "Stars That Play With Laughing Sam's Dice" - 4:21
9. "Manic Depression" - 3:42
10. "Highway Chile" - 3:32
11. "Burning of the Midnight Lamp" - 3:39
12. "Foxy Lady" - 3:18

### USA-versionen
1. "Purple Haze" - 2:52
2. "Fire" - 2:45
3. "The Wind Cries Mary" - 3:20
4. "Can You See Me" - 2:33
5. "Hey Joe" (Billy Roberts) - 3:30
6. "All Along the Watchtower" (Bob Dylan) - 4:00
7. "Stone Free" - 3:36
8. "Crosstown Traffic" - 2:19
9. "Manic Depression" - 3:42
10. "Remember" - 2:48
11. "Red House" - 3:50
12. "Foxy Lady" - 3:19

## Medverkande
- Jimi Hendrix - Gitarr, sång, bas och piano
- Mitch Mitchell - Trummor
- Noel Redding - Bas och sång

## Listplaceringar
- Billboard 200, USA: #6[1]
- Billboard R&B albums: #22
- UK Singles Chart, Storbritannien: #4[2]
- VG-lista, Norge: #11[3]